# مقاطعة إبيان يي ذاتية الحكم
مقاطعة إبيان يي ذاتية الحكم ((بالصينية المبسطة: 峨边彝族自治县; بالصينية التقليدية: 峨邊彝族自治縣; البينيين: Ébiān Yízú Zìzhìxiàn); اليي: ꊉꀜꆈꌠꊨꏦꏱꅉꑤ wop bie nuo su zyt jie jux dde xiep) هي مقاطعة بمقاطعة سيتشوان في الصين. إنه تحت إدارة مدينة ليشان. 